# Феодора Ангелина
Феодора Ангелина (ок. 1175/1180 — XIII век) — византийская принцесса, царица, супруга царя Иванко Болгарского (в первом браке) и болгарского боярина Добромира Хриза (во втором браке).

## Биография
Единственная дочь Анны Ангелины и севастократора Исаака Комнина (внучатого племянника византийского императора Мануила I Комнина). Внучка Алексея III Ангела, византийского императора (в 1195—1203) и Ефросиньи Дукини Каматиры.
В 1197 году Феодора впервые вышла замуж за Иванко, болгарского боярина, полководца Ивана Асеня I. В летописи упоминается, что она была молодого возраста (лат. immatura Aetate) и что её матерью была Анна (лат. Matris eius Annae viduæ). После убийства Асена I, царя Болгарии в 1196 году (возможно по внушению севастократора Исаака Комнина, отца Феодоры, находившегося в то время в плену у болгар и умершего там же вскоре после 1196 года) Иванко попытался занять престол, временно взял под контроль Тырново. Не найдя поддержку среди болгарской аристократии и не получив военную помощь из Византии, он бежал к императору Алексею III Ангелу в Константинополь и получил в жены его внучку Феодору Ангелину, вместе с управлением Пловдивской областью. Принял имя Алексиос при бракосочетании. Воевал на стороне греков, потом начал самостоятельную политику и наконец в 1197 год перешёл на стороне царя Калояна. В 1198 год он разбил византийскую армию в Родопских горах, пленил её предводителя Мануила Камицы и передал его Калояну. В начале 1199 года он правил в Центральной Фракии.
В 1197/1199 году Феодора в качестве заложницы находилась в Константинополе. В 1200 году во время переговоров с греками о переходе снова на сторону Византии, её муж Иванко был взят в плен и брошен в тюрьму в Константинополе, где и умер.
Феодора около 1200 года во второй раз вышла замуж за болгарского боярина Добромира Хриза, по славянской версии его греческое имя «Хризос», правителя Македонии с конца XII по начало XIII века. ранее он был зятем полководца Константиноса Камицеса, которому помог бежать из болгарского плена. Однако, Добромир Хриз отверг свою вторую жену и оставил своего тестя, после того, как император Алексей III Ангел предложил ему внучку в качестве новой невесты.